# Macropygia tenuirostris
La tórtola cuco filipina o tórtola cuco malaya (Macropygia tenuirostris) es una especie de ave columbiforme de la familia Columbidae propia del archipiélago filipino.

## Distribución
Ocupa todo el archipiélago filipino, extendiéndose en el norte por las islas Batanes hasta la isla de las Orquídeas, perteneciente a Taiwán.